# Teatro Bramante
Il Teatro Donato Bramante è il teatro della città di Urbania.

## Storia
Sorge ai margini del centro storico, tant'è che fino al XIX secolo era adiacente ad una Porta urbica. Sull'area del teatro, fino agli inizi del XVI secolo, sorgeva una fortezza, fatta demolire da Lorenzo de' Medici. L'attuale edificio fu realizzato tra il 1857 ed il 1864, su progetto dell'ingegnere urbinate Ercole Salmi. Gli stucchi e le dorature sono opera del pesarese Pietro Gai, mentre il sipario fu decorato da Romolo Liverani. La volta della sala grande è adornata da quattro tondi raffiguranti I Quattro Elementi (Aria, Acqua, Terra e Fuoco), opera di Lancisi da Verucchio, ridipinti alla fine degli anni quaranta del XX secolo da Amerigo Ludovici, dopo un crollo parziale della volta, avvenuto una decina di anni prima. Sul primo ordine di palchi appare la numerazione degli stessi, mentre sul secondo ordine vi è una serie di tondi, con ritratti di personaggi illustri marchigiani. Durante la sua storia ha svolto anche le funzioni di cinema e sala da ballo. Tra il 1984 ed il 2001, il teatro è stato chiuso per consentire lo svolgimento dei lavori di ristrutturazione, in modo da adeguarlo alle norme di sicurezza. 
La facciata esterna ha una decorazione molto sobria, appare divisa da una trabeazione marcapiano, con la cornice superiore molto prominente; mentre la porzione centrale della facciata principale si presenta in lieve aggetto, scandita da quattro semicolonne su due ordini, di stile dorico quelle del primo e ionico quelle del secondo. La trabeazione marcapiano corre anche sulla facciata laterale di destra, che si presenta con corpi in lieve aggetto alle estremità. È presente anche un'altra trabeazione sotto la gronda del tetto, che si sviluppa in parallelo a quella mediana sottostante. All'esterno l'edificio si presenta con laterizi a vista e qualche parte in pietra, come gli angoli dei cornicioni, gli zoccoli alla base delle facciate e sopra la trabeazione marcapiano, i capitelli e le basi delle semicolonne.